# قائمة الاختراعات والاكتشافات الهندية
قائمة الاختراعات والاكتشافات الهندية تحتوي هذه القائمة على تفاصيل الاختراعات، والاكتشافات العلمية ومساهمات الهند، وتشمل القديمة منها، الدول الكلاسيكية وما بعد الكلاسيكية في شبه القارة الهندية، تاريخيًا يشار إليها بالهند، والدولة الهندية المعاصرة. مُستمدةً من التاريخ الثقافي والتكنولوجي للهند بالكامل، بواسطة الهندسة المعمارية وعلم الفلك ورسم الخرائط وعلم المعادن والمنطق والرياضيات وعلم القياس والتعدين، وكانت جميعها من بين فروع الدراسة التي اتبعها علماؤها. في الآونة الأخيرة العلوم والتكنولوجيا في جمهورية الهند ركزت أيضًا على هندسة السيارات وتكنولوجيا المعلومات والاتصالات واستكشاف الفضاء.
تشمل هذه القائمة الاختراعات التكنولوجية التي طُوّرت في الهند للمرة الأولى، ولا تشمل التقنيات الأجنبية التي حصلت عليها الهند من خلال الاتصال. ولا تشمل التقنيات أو الاكتشافات المطورة في مكان آخر والتي طُوّرت لاحقًا منفصلةً في الهند، أو الاختراعات التي نفذها المهاجرون الهنود في أماكن أخرى. لا تظهر التغيُرات في المفاهيم الثانوية للتصميم أو الأسلوب والابتكارات الفنية ضمن القائمة.

## الأختراعات

### علم القياس
- كريسكوكراف: الكريسكوكراف، وهو جهاز لقياس النمو لدى النباتات، اخترعه في أوائل القرن العشرين العالم البنغالي السير جاجاديش تشاندرا بوس.[2][3]

- ساعة البخور: ساعة البخور هي جهاز ضبط الوقت يُستخدم لقياس الدقائق والساعات والأيام، كانت ساعات البخور شائعة الاستخدام في المنازل والمعابد في عصر الأسرات. رغم ارتباطها الشعبي بالصين، يُعتقد أن ساعة البخور قد نشأت في الهند، على الأقل في شكلها الأساسي.[4][5] عُثر على ساعات البخور المبكرة في الصين بين القرنين السادس والثامن الميلادي، واحتوت في الفترة التي ظهرت فيها في الصين على نقوش ديوناكري المنحوتة عليها بدلًا من أحرف الأختام الصينية.[4][5] أُدخل البخور إلى الصين من الهند في القرون الأولى بعد الميلاد، إلى جانب انتشار البوذية بواسطة الرهبان المتجولين.[6][7][8] أكد إدوارد شيفر أن ساعات البخور كانت اختراعًا هنديًا انتقل إلى الصين، وهو ما يفسر النقوس الديوناكرية على ساعات البخور المبكرة التي عُثر عليها في الصين.[4] يؤكد سيلفيو بيديني أن ساعات البخور مشتقة جزئيًا من أختام البخور المذكورة في الكتب البوذية التانترية، التي ظهرت للمرة الأولى في الصين بعد ترجمة الكتب المقدسة من الهندية إلى الصينية.[5]

### الرفاهية
- النوادي الهندية: ظهر النادي الهندي في أوروبا خلال القرن الثامن عشر واستخدمه الجنود الأصليون في الهند فترةً طويلة قبل تقديمه إلى أوروبا.[9] في أثناء الراج البريطاني أجرى الضباط البريطانيون في الهند تمارين رياضية بالهراوات للحفاظ على لياقتهم البدنية.[9] انتشر استخدام الأرجوحة من بريطانيا إلى بقية العالم.[9]
- اليوغا: نشأت ممارسة اليوغا جسديًا وعقليًا وروحيًا في الهند القديمة.[10]

- التأمل: أقدم دليل موثق على ممارسة التأمل هي رسوم موجودة على الجدران في شبه القارة الهندية من نحو 5000-3500 ق.م، تُظهر الناس جالسين في أوضاع تأملية بعيون نصف مغلقة.[11]

### الموسيقى
- التدوين الموسيقي: نص ساماديفا (1200-1000 ق.م)، يحتوي على ألحان ملحوظة، ربما تكون من أقدم النصوص الباقية في العالم.[12]